# Hank Ballard
Hank Ballard (nascido John Henry Kendricks; 18 de novembro de 18, 1927 – 2 de março de 2003) foi um cantor e compositor de rhythm and blues, vocalista principal do grupo Hank Ballard and the Midnighters e um dos primeiros artistas de rock and roll a emergir no começo dos anos 1950. Teve um papel integral no desenvolvimento do gênero, lançado os sucessos em single  "Work With Me, Annie" e canções respostas como "Annie Had a Baby" e "Annie's Aunt Fannie" com os Midnighters. Posteriormente escreveu e gravou "The Twist" que espalhou a popularidade da dança twist e ganhou uma cover de Chubby Checker. Foi indicado ao Rock and Roll Hall of Fame em 1990.

## Primeiros anos
Nascido John Henry Kendricks em Detroit, Michigan, Ballard juntamente com seu irmão, Dove Ballard, frequentaram a escola em Bessemer, Alabama, após a morte de seu pai. Viveu com sua tia paterna e seu marido, começando a cantar na igreja. Sua maior inspiração vocal durante foi o "Singing Cowboy", Gene Autry, e em particular, sua canção assinatura, "Back in the Saddle Again". Ballard voltou a Detroit ainda na adolescência e posteriormente trabalhou na linha de produção da Ford.

## Hank Ballard and the Midnighters

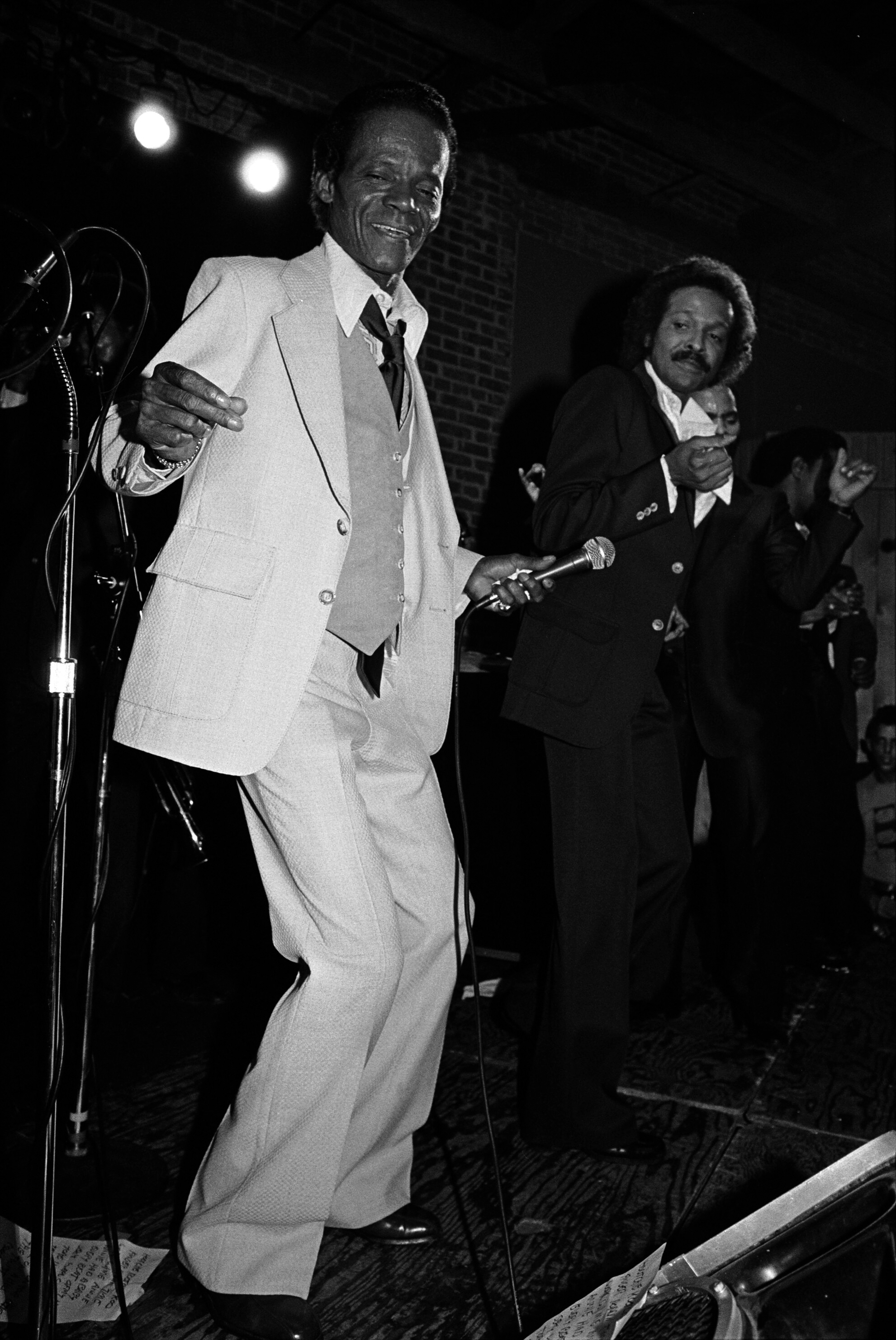
Hank Ballard and the Midnighters [misidentified as the Moonlighters] in concert, Los Angeles

Em 1953, Ballard se juntou ao grupo doo-wop The Royals, que tinha sido descoberto por Johnny Otis e assinado com a Federal Records (uma divisão da King Records), em Cincinnati. Ballard se juntou à Henry Booth, Charles Sutton, Sonny Woods e Alonzo Tucker ao grupo, substituindo o cantor Lawson Smith.
Os Royals lançaram "Get It" (1953), um canção R&B com letras com conteúdo sexual, que algumas estações de rádio se recusaram a tocar, embora, ainda assim, alcançou o número 6 da parada R%B da Billboard.
O grupo então trocou seu nome para Midnighters para evitar confusão com os The "5" Royales. Em 1954, Ballard escreveu uma canção chamada "Work with Me, Annie", tirada de "Get It". Se tornou o primeiro sucesso dos Midnighters, passando sete semanas em número 1 das paradas R&B, vendendo também nos mercados pops, assim como as canções respostas "Annie Had a Baby" e "Annie's Aunt Fannie"; todas foram banidas das rádios. O terceiro grande sucesso foi "Sexy Ways", uma canção que consolidou a reputação da banda como um dos mais picantes da época.
Eles tiveram outros quatro sucessos R&B nas paradas entre 1954–55, mas nenhum outro até 1959, quando o nome do grupo passou a ser "Hank Ballard and The Midnighters" e a mudança da Federal para a King. Entre 1959 e 1961 tiveram diversas canções nas paradas R&B e Pop, começando com "Teardrops on Your Letter", sucesso R&B (número 4 nas paradas) em 1960 que foi Lado-B de "The Twist". Poucos meses mais tarde, a cover de Chubby Checker alcançou o número 1 nas paradas Pops. Retornaria ao topo das paradas novamente em 1962 – a única canção da era rock and roll a alcançar o número 1 em dois anos não consecutivos.
Ballard e os Midnighters tiveram diversos outros sucessos em 1962, incluindo a canção indicada ao Grammy "Finger Poppin' Time" (1960) e  "Let's Go, Let's Go, Let's Go" (1960) que alcançaram número 7 e 6, respetivamente na para Pop da revista Billboard. Não alcançaram mais as paradas após 1962 e a banda se dissolveu em 1965.

## Final da carreira e legado
Após a debandada dos Midnighters, Ballard se lançou em carreira solo. Seu single de 1968, "How You Gonna Get Respect (When You Haven't Cut Your Process Yet)", foi seu maior sucesso pós Midnighters, alcançando o número 15 na parada R&B. James Brown produziu o álbum de Ballard de 1969 You Can't Keep a Good Man Down. Um single de 1972, "From the Love Side", creditado à Hank Ballard and the Midnight Lighters, alcançou o número 43 da parada R&B. Ballard também apareceu no álbum de Brown de 1972 Get on the Good Foot, na faixa "Recitation By Hank Ballard" que apresenta Ballard descrevendo Brown e o álbum.
Durante os anos 1960, a prima de Ballard, Florence Ballard, foi membro do grupo The Supremes.
Em meados dos anos 1980, Ballard reformulou os The Midnighters e o grupo se apresentou até 2002.
Em 1990, Ballard foi indicado ao Rock and Roll Hall of Fame; os outros Midnighters foram indicados em 2012.
Em 2 de março de 2003, Ballard morre aos 75 anos de câncer esofágico em sua casa em Los Angeles. Foi enterrado no Greenwood Cemetery em Atlanta, Geórgia.
Ballard era tio-avô do jogador da NFL Christian Ballard.

## Discografia

### Singles
- Nota:  Creditado como Hank Ballard and the Midnighters ao menos que esteja anotado.

| Ano  | Single (Lado-A, Lado-B) Ambos os lados do mesmo álbum exceto onde indicado                                                                       | Posição nas paradas | Posição nas paradas | Álbum                          |
| Ano  | Single (Lado-A, Lado-B) Ambos os lados do mesmo álbum exceto onde indicado                                                                       | US Pop              | US R&B              | Álbum                          |
| ---- | --- | ------------------- | ------------------- | ------------------------------ |
| 1952 | "Every Beat Of My Heart" b/w "All Night Long" The Royals                                                                                         | –                   | –                   | Apenas single                  |
| 1952 | "Starting From Tonight" b/w "I Know I Love You So" The Royals                                                                                    | –                   | –                   | Apenas single                  |
| 1952 | "Moonrise" b/w "Fifth Street Blues" (Apenas single) The Royals                                                                                   | –                   | –                   | Their Greatest Hits            |
| 1952 | "A Love In My Heart" b/w "I'll Never Let Her Go" The Royals                                                                                      | –                   | –                   | Apenas single                  |
| 1952 | "Are You Forgetting" b/w "What Did I Do" The Royals                                                                                              | –                   | –                   | Apenas single                  |
| 1953 | "The Shrine Of St. Cecelia" b/w "I Feel So Blue" The Royals                                                                                      | –                   | –                   | Apenas single                  |
| 1953 | "Get It" b/w "No It Ain't" (Apenas single) The Royals                                                                                            | –                   | 6                   | Their Greatest Hits            |
| 1953 | "Hello Miss Fine" b/w "I Feel That-A-Way" (de The Twistin' Fools) The Royals                                                                     | –                   | –                   | Apenas single                  |
| 1953 | "That's It" b/w "Someone Like You" The Royals | –                   | –                   | Apenas single                  |
| 1954 | "Work With Me, Annie" b/w "Until I Die" (de The Twistin' Fools) Prensagens originais como The Royals Prensagens posteriores como The Midnighters | 22                  | 1                   | Their Greatest Hits            |
| 1954 | "Sexy Ways" b/w "Don't Say Your Last Goodbye" (de Singin' and Swingin') The Midnighters                                                          | –                   | 2                   | Their Greatest Hits            |
| 1954 | "Annie Had A Baby" b/w "She's The One" The Midnighters                                                                                           | –                   | 1                   | Their Greatest Hits            |
| 1954 | "Annie's Aunt Fannie" b/w "Crazy Loving (Stay With Me) The Midnighters                                                                           | –                   | 10                  | Their Greatest Hits            |
| 1954 | "Stingy Little Thing" b/w "Tell Them" The Midnighters                                                                                            | –                   | –                   | Singin' and Swingin'           |
| 1955 | "Moonrise" b/w "She's The One" The Midnighters                                                                                                   | –                   | –                   | Their Greatest Hits            |
| 1955 | "Ashamed Of Myself" b/w "Ring-A-Ling-A-Ling" The Midnighters                                                                                     | –                   | –                   | Singin' and Swingin'           |
| 1955 | "Why Are We Apart" b/w "Switchie Witchie Titchie" (de '"Their Greatest Hits) The Midnighters                                                     | –                   | –                   | Mr. Rhythm and Blues           |
| 1955 | "Henry's Got Flat Feet (Can't Dance No More)" b/w "Whatsonever You Do" (de Singin' and Swingin') "The Midnighters                                | –                   | 14                  | Their Greatest Hits            |
| 1955 | "It's Love Baby (24 Hours A Day)" b/w "Looka Here" (de Let's Go Again) The Midnighters                                                           | –                   | 10                  | Their Greatest Hits            |
| 1955 | "That Woman" b/w "Give It Up" (de Mr. Rhythm and Blues) The Midnighters                                                                          | –                   | –                   | Let's Go Again                 |
| 1955 | "Don't Change Your Pretty Ways" b/w "We'll Never Meet Again" (de The Twistin' Fools) The Midnighters                                             | –                   | –                   | Let's Go Again                 |
| 1955 | "Rock and Roll Wedding" b/w "That House On The Hill" The Midnighters                                                                             | –                   | –                   | Singin' and Swingin'           |
| 1956 | "Partners For Life" b/w "Sweet Mama, Do Right" (de Singin' and Swingin') The Midnighters                                                         | –                   | –                   | Volume 2                       |
| 1956 | "Open Up The Back Door" b/w "Rock, Granny, Roll" (de Let's Go Again) The Midnighters                                                             | –                   | –                   | Volume 2                       |
| 1956 | "Early One Morning" b/w "Tore Up Over You" (de Their Greatest Hits) The Midnighters                                                              | –                   | –                   | Volume 2                       |
| 1956 | "I'll Be Home Someday" b/w "Come On and Get It" (de Let's Go Again) The Midnighters                                                              | –                   | –                   | Singin' and Swingin'           |
| 1957 | "Let Me Hold Your Hand" b/w "Ooh Ooh Baby" (de Singin' and Swingin') The Midnighters                                                             | –                   | –                   | Volume 2                       |
| 1957 | "E Basta Cosi" b/w "In The Doorway Crying" The Midnighters                                                                                       | –                   | –                   | Volume 2                       |
| 1957 | "Is Your Love For Real" b/w "Oh So Happy" The Midnighters                                                                                        | –                   | –                   | Volume 2                       |
| 1957 | "What Made You Change Your Mind" b/w "Let 'Em Roll" The Midnighters                                                                              | –                   | –                   | Volume 2                       |
| 1958 | "Daddy's Little Baby" b/w "Stay By My Side" The Midnighters                                                                                      | –                   | –                   | Volume 2                       |
| 1958 | "Baby Please" b/w "Ow-Wow-Oo-Wee" The Midnighters                                                                                                | –                   | –                   | Let's Go Again                 |
| 1959 | "Teardrops On Your Letter" / | 87                  | 4                   | Singin' and Swingin'           |
| 1959 | "The Twist" | 28                  | 16                  | Singin' and Swingin'           |
| 1959 | "Kansas City" b/w "I'll Keep You Happy" | 72                  | 16                  | The One and Only               |
| 1959 | "Sugaree" b/w "Rain Down Tears" | –                   | –                   | The One and Only               |
| 1959 | "Cute Little Ways" b/w "House With No Windows"                                                                                                   | –                   | –                   | The One and Only               |
| 1959 | "I Could Love You" b/w "Never Knew" | –                   | –                   | Mr. Rhythm and Blues           |
| 1959 | "I Said I Wouldn't Beg You" b/w "Look At Little Sister"                                                                                          | –                   | –                   | Mr. Rhythm and Blues           |
| 1960 | "The Coffee Grind" b/w "Waiting" | –                   | 21                  | Mr. Rhythm and Blues           |
| 1960 | "Finger Poppin' Time" Lado-B original: "I Love You, I Love You So-o-o" Lado-B posterior: "I'm Thinking Of You" (de Spotlight On Hank Ballard)    | 7                   | 2                   | Mr. Rhythm and Blues           |
| 1960 | "The Twist" b/w "Teardrops On Your Letter" Reissue                                                                                               | 28                  | 6                   | Singin' and Swingin'           |
| 1960 | "Let's Go, Let's Go, Let's Go" b/w "If You'd Forgive Me"                                                                                         | 6                   | 1                   | Spotlight On Hank Ballard      |
| 1961 | "The Hoochi Coochi Coo" b/w "I'm Thinking Of You"                                                                                                | 23                  | 3                   | Spotlight On Hank Ballard      |
| 1961 | "Let's Go Again (Where We Went Last Night)" b/w "Deep Blue Sea"                                                                                  | 39                  | 17                  | Let's Go Again                 |
| 1961 | "The Continental Walk" b/w "What Is This I See"                                                                                                  | 33                  | 12                  | Dance Along                    |
| 1961 | "The Switch-A-Roo" / | 26                  | 3                   | Dance Along                    |
| 1961 | "The Float" | 92                  | 10                  | Dance Along                    |
| 1961 | "Nothing But Good" / | 49                  | 9                   | Dance Along                    |
| 1961 | "Keep On Dancing" | 66                  | -                   | Dance Along                    |
| 1961 | "Big Red Sunset" b/w "Can't You See I Need A Friend"                                                                                             | –                   | –                   | Dance Along                    |
| 1961 | "I'm Gonna Miss You" b/w "Do You Remember" (de The Twistin' Fools)                                                                               | –                   | –                   | Dance Along                    |
| 1962 | "Do You Know How To Twist" b/w "Broadway" Hank Ballard                                                                                           | 87                  | –                   | The Twistin' Fools             |
| 1962 | "It's Twistin' Time" b/w "Autumn Breeze" | –                   | –                   | Jumpin'                        |
| 1962 | "Good Twistin' Tonight" b/w "I'm Young" (de Dance Along)                                                                                         | –                   | –                   | Jumpin'                        |
| 1962 | "I Want To Thank You" b/w "Excuse Me" | –                   | –                   | Jumpin'                        |
| 1962 | "Shaky Mae" b/w "I Love and Care For You" | –                   | –                   | A Star In Your Eyes            |
| 1962 | "Bring Me Your Love" b/w "She's The One" (de Their Greatest Hits)                                                                                | –                   | –                   | A Star In Your Eyes            |
| 1962 | "Christmas Time For Everyone But Me" b/w "Santa Claus Is Coming"                                                                                 | –                   | –                   | Apenas single                  |
| 1963 | "(All The Things In Life That) Pleases You" b/w "The Rising Tide"                                                                                | –                   | –                   | The 1963 Sound                 |
| 1963 | "(I'm Going Back To) The House On The Hill" b/w "That Low Down Move"                                                                             | –                   | –                   | The 1963 Sound                 |
| 1963 | "Walkin' and Talkin'" b/w "How Could You Leave Your Man Alone"                                                                                   | –                   | –                   | The 1963 Sound                 |
| 1963 | "It's Love Baby (24 Hours A Day)" b/w "Those Lonely Lonely Feelings"                                                                             | –                   | –                   | A Star In Your Eyes            |
| 1963 | "I'm Learning" b/w "Buttin' In" (de A Star In Your Eyes)                                                                                         | –                   | –                   | Jumpin'                        |
| 1964 | "These Young Girls" b/w "I Don't Know How To Do But One Thing" (de A Star In Your Eyes)                                                          | –                   | –                   | Spotlight On Hank Ballard      |
| 1964 | "She's Got A Whole Lot Of Soul" b/w "Stay Away From My Baby" (de A Star In Your Eyes)                                                            | –                   | –                   | The One and Only               |
| 1964 | "Daddy Rolling Stone" b/w "What's Your Name" (de Jumpin')                                                                                        | –                   | –                   | Dance Along                    |
| 1964 | "Let's Get The Show On The Road" b/w "A Winner Never Quits"                                                                                      | –                   | –                   | Those Lazy, Lazy Days          |
| 1964 | "One Monkey Don't Stop No Show" b/w "Watch What I Tell You"                                                                                      | –                   | –                   | Those Lazy, Lazy Days          |
| 1965 | "Poppin' The Whip" b/w "You, Just You" | –                   | –                   | Apenas single                  |
| 1966 | "Sloop and Slide" b/w "My Sun Is Going Down" | –                   | –                   | Apenas single                  |
| 1966 | "Togetherness" b/w "I'm Ready" | –                   | –                   | Apenas single                  |
| 1966 | "(Dance With Me) Annie" b/w "He Came Along" | –                   | –                   | Apenas single                  |
| 1967 | "Dance Till It Hurtcha" b/w "Here Comes The Hurt"                                                                                                | –                   | –                   | Apenas single                  |
| 1967 | "You're In Real Good Hands" b/w "Unwind Yourself" (de You Can't Keep A Good Man Down)                                                            | –                   | –                   | Apenas single                  |
| 1967 | "Which Way Should I Turn" b/w "Funky Soul Train"                                                                                                 | –                   | –                   | You Can't Keep A Good Man Down |
| 1968 | "Come On Wit' It" b/w "I'm Back To Stay" (Apenas single)                                                                                         | –                   | –                   | You Can't Keep A Good Man Down |
| 1968 | "How You Gonna Get Respect" b/w "Teardrops On Your Letter" Hank Ballard com "The Dapps"                                                          | –                   | 15                  | You Can't Keep A Good Man Down |
| 1969 | "You're So Sexy" b/w "Thrill On The Hill" Hank Ballard com "The Dapps"                                                                           | –                   | –                   | You Can't Keep A Good Man Down |
| 1969 | "Are You Lonely For Me Baby" b/w "With You Sweet Lovin' Self"                                                                                    | –                   | –                   | You Can't Keep A Good Man Down |
| 1969 | "Butter Your Popcorn" b/w "Funky Soul Train" (de You Can't Keep A Good Man Down)                                                                 | –                   | –                   | Apenas single                  |
| 1969 | "Blackenized" b/w "Come On Wit' It" (de You Can't Keep A Good Man Down)                                                                          | –                   | –                   | Apenas single                  |
| 1970 | "Love Made A Fool Of Me" b/w "Sunday Morning Coming Down"                                                                                        | –                   | –                   | Apenas single                  |
| 1972 | "From the Love Side" b/w "Finger Poppin' Time" Hank Ballard and The Midnight Lighters                                                            | –                   | 43                  | Apenas single                  |
| 1972 | "Annie Had A Baby" b/w "Teardrops On Your Letter" Hank Ballard                                                                                   | –                   | –                   | Apenas single                  |
| 1972 | "Finger Poppin' Time" b/w "With Your Sweet Lovin' Self" Hank Ballard                                                                             | –                   | –                   | Apenas single                  |
| 1974 | "Let's Go Streaking" -- Part 1 b/w Part 2 Hank Ballard                                                                                           | –                   | –                   | Hanging With Hank              |
| 1975 | "Hey There Sexy Lady" b/w Versão instrumental do Lado-A                                                                                          | –                   | –                   | Hanging With Hank              |
| 1979 | "Freak Your Boom Boom" -- Part 1 b/w Part 2 | –                   | –                   | Apenas single                  |